# The Newbeats
The Newbeats, amerikansk vokal popgrupp bildad 1964 i Nashville, USA. Medlemmar i gruppen var Larry Henley samt bröderna Marcus och Lewis Mathis. Gruppen fick sin största hit med sin debutsingel "Bread and Butter" som tog sig upp på plats två på billboardlistan. De hade även stora framgångar med "Everything's Alright" (1964) och "Run Baby, Run" (1965). Efter "Run Baby, Run" fick gruppen ingen mer hit. Newbeats upplöstes 1974.